# Ernestina Orlandini
Ernestina Orlandini (auch Ernestine Schultze-Naumburg und Ernestina Orlandini Mack, geborene Mack, * 1869 in Hanau; † 1965 in Florenz) war eine deutsch-italienische Malerin und Mitbegründerin der Berliner Secession. Sie war die erste Ehefrau des Architekten, Kunsttheoretikers, Malers, Publizisten und späteren NSDAP-Politikers Paul Schultze-Naumburg. Bekannt war die Malerin vor allem unter ihrem späteren Namen Ernestina Orlandini, unter dem sie auch in heutigen Auktionskatalogen geführt wird.

## Leben
Die Künstlerin wurde 1869 als Ernestine Mack im hessischen Hanau geboren; ihr Vater war Friedrick Mack.

### Ausbildung und Zeit in Deutschland
Eine erste künstlerische Ausbildung erhielt Ernestine Mack in Karlsruhe. Die Ausbildung setzte sie in München fort, wo der Porträtmaler und Münchner Malerfürst Franz von Lenbach großen Einfluss auf ihren künstlerischen Werdegang genommen haben soll. Seit 1892 mit Porträts und Stillleben an Ausstellungen in München beteiligt, stellte sie auf der Frühjahrsausstellung der Münchener Secession 1894 ein Damenbildnis aus. Die Münchener Secession hatte sich zwei Jahre zuvor von der Münchner Künstlergenossenschaft abgespalten, um sich gegen die Bevormundung durch den staatlichen Kunstbetrieb und dessen konservative Ausstellungspolitik sowie dessen stark durch von Lenbach geprägte traditionelle Kunstauffassung zu wehren. Zum Damenbildnis schrieb Fritz von Ostini unter dem Pseudonym F. Fabricius in Die Kunst unserer Zeit 1894:

„Von Ernestine Mack-Schultze treffen wir ein weibliches Bildniss an, gewiss nicht arm an malerischen Vorzügen, aber doch nicht ganz so feintönig wie manche früher hier gesehene Arbeit der talentirten Künstlerin.“

1893 heiratete Ernestine Mack Paul Schultze-Naumburg, der zu dieser Zeit noch zur künstlerischen Avantgarde und Moderne gehörte, bevor er sich Mitte der 1920er-Jahre zunehmend der nationalsozialistischen Ideologie zuwandte. Im Januar 1894 eröffneten Ernestine und Paul Schultze-Naumburg in der Münchener Theresienstraße 75 eine gemeinsame Mal- und Zeichenschule. 1897 zog das Künstlerpaar nach Berlin und betrieb auch hier – in der Potsdamer Straße 52 – seit November 1897 eine private Malschule. Beide schlossen sich der am 2. Mai 1898 gegründeten Berliner Secession an; Ernestine Schultze-Naumburg gehörte zu den Gründungsmitgliedern der Vereinigung, die als erste große Künstlervereinigung überhaupt Frauen als Mitglieder zuließ. Gleichfalls 1898 war sie auf einer Ausstellung des Vereins Berliner Künstlerinnen vertreten. Die Ehe wurde 1900 geschieden; bereits 1901 heiratete Paul Schultze-Naumburg erneut.

### Zeit in Italien
Nach der Trennung von Paul Schultze-Naumburg übersiedelte Ernestine nach Italien. 1901 stellte sie auf der vierten Esposizione internazionale d’arte della Città di Venezia aus. Wahrscheinlich 1902 oder 1903 heiratete sie Alfredo Orlandini (1877–1943); die Berliner Secessionskataloge führten sie nunmehr als Ernestina Orlandini mit Wohnsitz in Florenz, Via Ricasoli 63, später Via Pergola 39. 1906 trat sie aus der Berliner Secession aus. Aus der folgenden Zeit lassen sich folgende Ausstellungsbeteiligungen nachweisen:
- 1907, 1909, 1910: Società delle Belle Arti, Florenz; dabei 1910 mit einer Goldmedaille ausgezeichnet.
- 1907: Venedig.
- 1910: Die Kunst der Frau, Wiener Secession; vertreten mit lebensgroßen Frauenporträts.
- 1911: Barcelona; mit einer Medaille ausgezeichnet.
- 1911: Montecatini Terme.
- 1920, 1924, 1934, 1936, 1939, 1941, 1942: Florenz.[6]

Neben ihrer Malerei soll sie zeitweise im Turiner Museum für Moderne Kunst (Galleria civica d’arte moderna e contemporanea (GAM Torino)) gearbeitet haben. Ernestina Orlandini starb vermutlich 1965 in Florenz.

## Werke
Über den Umfang und den Verbleib der Werke der weitgehend in Vergessenheit geratenen Künstlerin – erst 2012 stellte die Kunsthistorikerin und Professorin Ulrike Wolff-Thomsen die Identität von Ernestine Schultze-Naumburg und Ernestina Orlandini heraus – ist wenig bekannt. 1898 wurde sie in die biografische Enzyklopädie Das geistige Deutschland am Ende des XIX. Jahrhunderts aufgenommen; ihr Werk wurde wie folgt beschrieben:

„Die meisten ihrer Arbeiten sind Kinder- und Damenportraits; unter den männlichen Bildnissen befinden sich solche von Paul Heyse, Ferdinand Keller, Ludwig Dill u.A., daneben zahlreiche Stilleben.“

Auf Kunstauktionen tauchten bislang (Stand 2013) erst vier ihrer Werke auf, alle mit unbekanntem Entstehungszeitpunkt:
- Natura morta con frutta (Früchtestillleben), Öl auf Leinwand, 70 × 90 cm, signiert mit E.Orlandini. Das Bild wurde im Juni 2001 bei Christie’s in Rom für Euro 3.430,- mit unbekanntem Verbleib versteigert (Lot 725).[13]

- Floral Oil (Roses are shown in a vase), vor 1939, 35 x 27 in, signiert unten links. Angeboten im Oktober 2004 auf der Auktion 236 der Dargate Auction Galleries, Lot 1762.[14]

- Landscape (Landschaft), Öl auf Leinwand, 55,9 × 68,6 cm, signiert unten rechts. Das Bild wurde 2007 bei DuMouchelles in Detroit/Michigan mit unbekanntem Verbleib versteigert.[15] Laut Ulrike Wolff-Thomsen zeigt das Bild eine lichte, pastos gemalte Landschaft, die vermutlich in der Toskana entstanden ist.[6]

- Stillleben mit weißen Kamelien und Orangen, Öl auf Leinwand, 116 × 74 cm, signiert unten rechts mit Ernestina Schultze, geb. Mack. Angeboten 2011 auf der Frühjahrsauktion des Auktionshauses Quentin, Berlin.[16]

- Selbstbildnis der Malerin Ernestina Orlandini Mack, 1931/1940, Öl auf Leinwand, 70 × 60 cm, signiert unten rechts mit E. Orlandini. Das Bild schenkte die Künstlerin 1941 der florentinischen Galleria degli Uffizi und wird dort unter der Inventar-Nr. 9244 geführt.[17]
- Selbstporträt im weißen Kleid, 1898, Öl auf Leinwand, 90 × 120 cm. Alte Nationalgalerie Berlin[18]